# Nyctipolia
Nyctipolia là một chi bướm đêm thuộc họ Erebidae.